# Румянцов, Никита Иванович
Никита Иванович Румянцов (1688—1752) — генерал-поручик и сенатор.

## Биография
Происходил из древнего рода Румянцовых — сын стольника Ивана Ивановича Румянцова (ум. 1711), брат Александра Ивановича Румянцова. Родился 3 (13) апреля 1688 года.
Был определён на военную службу в лейб-гвардии Преображенский полк солдатом в 1707 году, во время Великой Северной войны со шведами; участвовал в Полтавской битве и в 1709 году произведён в прапорщики. Во время начавшейся в 1711 году русско-турецкой войны, в Прутском походе под Фальчой был ранен.
В Персидском походе, предпринятом в 1722 году с целью овладеть берегом Каспийского моря, Н. И. Румянцов находился в составе Преображенского батальона, который под начальством его брата (А. И. Румянцова) принимал участие в этом походе.
После возвращения в Петербург в 1723 году, в наступившее мирное время Румянцов, уже в чине капитан-поручика, получил приказание заняться расчисткой порогов на Волхове, чем он занимался до лета 1727 года.
Продолжая службу в Преображенском полку, указом императрицы Анны Иоанновны от 6 августа 1731 года он был пожалован в полковники с определением в Рижский гарнизон и находился в Риге до 1737 года, будучи командирован в 1735 году, по ордеру Рижского вице-губернатора, генерал-лейтенанта Гофмана, с полком для прикрытия Лифляндских границ и содержания кордонов на Польской границе, во время войны с Польшей. Затем, при начале новой войны с Турцией в 1737 году Нон был определён к главной армии в Днепровскую экспедицию, в Санкт-Петербургский пехотный полк, и находился по старшинству в бригадирской должности; участвовал в Днепровском походе к Очакову, находясь в составе дивизии, которой командовал его брат, и по занятии этой крепости 2 июля вскоре возвратился в Киевскую губернию. В 1738 году он участвовал в походе графа Миниха для занятия Белгородской и Буджакских орд, а также Молдавии и Валахии. В чине уже бригадира участвовал в кампании 1739 года. Во время Хотинского сражения турки произвели сильное нападение на Бутырский и Санкт-Петербургский пехотные полки, которыми командовал Н. И. Румянцов, произведенный вскоре 14 февраля 1740 года, в генерал-майоры. В том же году 2 марта он был назначен и сенатором, и вскоре принял участие в рассмотрении дела Артемия Волынского и подписал смертный его приговор 23 июня 1740 года.
В 1740 году, по указу от 10 июля, он получил особое почётное поручение — был отправлен для приёма на границе и препровождения в столицу особого турецкого посла Эминя-Магмета пашу. Только 1 января 1741 года он прибыл в Москву, а 4 числа состоялся торжественный въезд с послом. В Москве Н. И. Румянцов оставался недолго: 9 июля 1742 года он был назначен в Пернов для командования драгунскими и пехотными полками, а затем, в 1743—1751 годах находился разновременно при полевой команде в Смоленске, Лифляндии, Эстляндии и в Санкт-Петербурге, а также и при ревизии команд в этих местах. Был уволен от службы за старостью и болезнями 23 апреля 1752 года.
Умер 6 (17) сентября 1752 года. Похоронен в Златоустовском монастыре.

## Семья
Был женат на княжне Марии Васильевне Мещерской (бывшей в первом браке за Милославским) и имел от неё только одну дочь Анну (она 8 октября 1749 года вступила в брак с Александром Александровичем Нарышкиным; бракосочетание состоялось в Москве, в Анненгофской дворцовой церкви).